# Charles van Tieghem de Ten Berghe en de Ter Hoye
Charles Augustin François Van Tieghem de Ten Berghe (Kortrijk, 10 oktober 1765 - Brugge, 18 september 1835) was een Zuid-Nederlands edelman.

## Geschiedenis
De notabele familie van Tieghem had in de achttiende eeuw de volgende afstamming:
- Jean van Tieghem (1730-1819), heer van Ten Berghe, Ter Hoye en Wiedergracht, getrouwd met Anne du Toict (1735-1814), vrouwe van Sturen Ambacht. 
  - Jean-Pierre van Tieghem (1759-1819), getrouwd met Marie Chombart (1766-1819).
    - Pierre van Tieghem de Ten Berghe, volksvertegenwoordiger.

  - Charles van Tieghem de Ten Berghe (zie hierna).

## Charles van Tieghem de Ten Berghe
Charles Augustin François van Tieghem de Ten Berghe kreeg in 1822 verheffing in de erfelijke adel onder de naam van Tieghem de Ten Berghe et de Ter Hoye, met de titel ridder, overdraagbaar bij eerstgeboorte. Hij werd lid van de Ridderschap van West-Vlaanderen en gemeenteraadslid in Kortrijk.
Hij trouwde in 1798 met Anne-Isabelle van Huele (1770-1828), dochter van Charles van Huele en Isabelle Pol. Ze hadden een enige zoon, ridder Charles-Julien van Tieghem (1799-1844), die trouwde met Eugénie Soenens. Het echtpaar bleef kinderloos en deze familietak doofde in 1844 uit.